# 卡斯蒂利亚

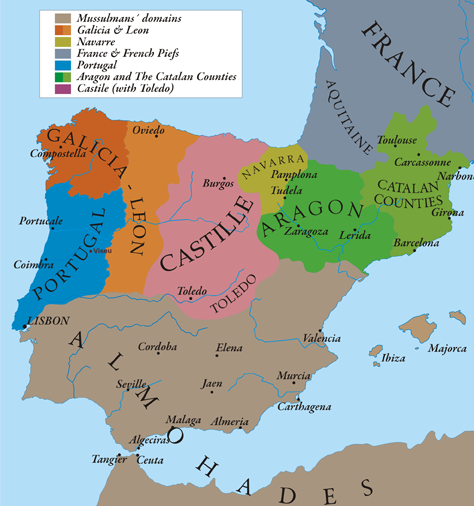
1210年間的卡斯提亞（粉紅色）

卡斯蒂利亚（西班牙語：Castilla，發音：[kasˈtiʎa] ⓘ；或譯卡斯提爾、卡斯提亚）是西班牙历史地名，由西班牙西北部的老卡斯蒂利亚和中部的新卡斯蒂利亚组成。历史上的卡斯蒂利亚王国，逐渐和周边王国融合，形成了西班牙王国。现在西班牙的君主就是从卡斯蒂利亚王国一脉相传。
卡斯蒂利亚在很早的时候只是莱昂王国东部的一个郡，到了11世纪才成为了一个独立的地区。当时卡斯蒂利亚把首都定在布尔戈斯（Burgos），后来又迁至巴利阿多利德。在之后的四百年中，卡斯蒂利亚带领北部的其它基督教国家从自8世纪起就开始控制伊比利亚半岛的摩尔人的手中重新夺回了西班牙的中部和南部。
在1085年，卡斯蒂利亚攻下托莱多后把它改名为新卡斯蒂利亚。1212年的纳瓦斯德托洛萨战役（Las Navas de Tolosa）宣告了摩尔人失去了在南部大部分地区的统治。1230年，卡斯蒂利亚统一了莱昂。在接下来的十年里，卡斯蒂利亚又相继攻下科尔多瓦（1236年）、穆尔西亚（1243年）和塞维利亚（1248年）。在同葡萄牙签订阿爾卡索瓦什和約之后，从1460年3月6日开始，加那利群岛也归卡斯蒂利亚所有。
1469年，阿拉贡王国的斐迪南二世与卡斯蒂利亚王国的伊莎贝拉女王聯姻，使这两个王国合并。它们的合并使西班牙最终形成了一个统一的实体。1516年，斐迪南与伊莎贝拉的女儿胡安娜和外孙卡洛斯一世母子成为了这两个王国的共治君主，但胡安娜被以精神失常为由关在一家修道院里，仅仅是名义上的女王。参看西班牙君主列表和西班牙王室家族树。
一般认为卡斯蒂利亚的领土大致是由现在西班牙的卡斯蒂利亚-莱昂、卡斯蒂利亚-拉曼查和马德里这几个自治区组成。 
卡斯蒂利亚文化是西班牙的主体文化。由于它对西班牙各地文化的兼容并蓄，反而显得自己的特点不明显。卡斯蒂利亚的语言逐渐成为西班牙的首要语言，它被称为 Castellano（卡斯蒂利亚语），也就是現今所稱的西班牙语。